# Douglas MacArthur II

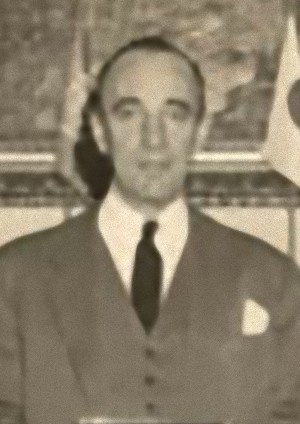
Douglas MacArthur II

Douglas MacArthur 2nd (* 5. Juli 1909 in Bryn Mawr, Pennsylvania; † 15. November 1997 in Washington, D.C.) war Diplomat und Botschafter der Vereinigten Staaten.

## Leben
Douglas MacArthur war der Sohn von Mary McCalla und Arthur MacArthur III sowie der Neffe von Douglas MacArthur. Er besuchte die Milton Academy und schloss sein Studium am Yale College 1932 als Master der Geschichte und der Betriebswirtschaft ab. Er war ein paar Monate bei der Handelsmarine beschäftigt und über zwei Jahre als Leutnant der United States Army Reserve. Am 21. August 1934 heiratete er Laura Louise Barkley, Tochter von Alben W. Barkley. 1935 trat er in den auswärtigen Dienst und wurde in Vancouver Vizekonsul. Von 1936 bis 1937 war er Vizekonsul in Neapel im faschistischen Italien.
1937 wurde er nach Paris versetzt. 1942 war MacArthur beim Vichy-Regime als Botschaftssekretär dritter Klasse und Geschäftsträger akkreditiert. Laura MacArthur wurde deshalb als Frau des Botschafters bezeichnet. Als die Wehrmacht mit dem Unternehmen Anton am 10. und 11. November 1942 Südfrankreich besetzte und die Regierung von Philippe Pétain in das Schloss Sigmaringen verlegte, wurde er mit der restlichen US-Gesandtschaft interniert. 1944 wurde er mit der Gripsholm über Lissabon ausgetauscht und kam am 16. März 1944 im New Yorker Hafen an. 1944 wurde er politischer Berater von Dwight D. Eisenhower. Nach der Befreiung von Paris leitete MacArthur bis 1948 die Abteilung Politik der US-Botschaft in Frankreich.
Von 1948 bis 1949 war Douglas MacArthur Botschaftssekretär erster Klasse in Brüssel.
1949 leitete er die Abteilung Westeuropa im US-Außenministerium. 1950 wurde er stellvertretender Leiter der Abteilung Regionalangelegenheiten. Von 1951 bis 1953 war er politischer Berater von Dwight D. Eisenhower beim Nordatlantikrat im Palais de Chaillot. Er nahm an einer Konferenz teil, die zur Unterzeichnung der SEATO führte und arbeitete am österreichischen Staatsvertrag mit.
Die Rahmenbedingungen für seine Tätigkeit als Botschafter in Tokio von 1957 bis 1961 bildete ein 1952 zwischen den Vereinigten Staaten und Japan unterzeichneter Vertrag. MacArthur handelte den Beistandspakt zwischen den beiden Staaten mit aus, der 1960 unterzeichnet wurde. Kishi Nobusuke hatte Präsident Eisenhower zum Inkrafttreten des Vertrages nach Tokio eingeladen. Der Vertrag stieß bei Teilen der japanischen Bevölkerung auf Protest. Am 10. Juni 1960 wurde die Vorausabteilung, bestehend aus Thomas E. Stephens und James Hagerty, auf ihrem Weg vom Flughafen Tokio-Haneda zur US-Botschaft 15 Minuten lang von Protestierenden aufgehalten und musste ihren Weg mit einem Hubschrauber fortsetzen. Kishi Nobusuke nahm die Einladung für Eisenhower zurück und trat eine Woche später als Ministerpräsident zurück.
Während seiner Zeit als Botschafter in Brüssel von 1961 bis 1965 koordinierte MacArthur die Operationen Dragon Rouge und Dragon Noir. Vom 14. März 1965 bis 6. März 1967 war er im US-Außenministerium als Assistant Secretary of State mit den Beziehungen zum Kongress befasst. Vom 24. Mai 1967 bis 16. September 1969 war er Botschafter in Wien.
Von 1969 bis 1972 war er Botschafter in Teheran. Mit US-Krediten und US-Waffen entwickelte sich das Regime von Mohammad Reza Pahlavi zu einem der mächtigen Anrainer des persischen Golfes. Im Oktober 1971 ließ Mohammad Reza Pahlavi die 2500-Jahr-Feier der Iranischen Monarchie abhalten. Im Januar 1972 machte MacArthur in einem Telegramm deutlich welchen hohen Stellenwert ein Besuch von Richard Nixon bei Pahlavi hätte MacArthur trat als Makler zwischen Mineralölunternehmen und dem Schahregime auf. Als sich am 30. November 1970 der Personenkraftwagen mit Laura und Douglas MacArthur ihrem Wohnsitz näherte, MacArthur einen Hinterhalt erkannte und den Fahrer anwies, das Fahrzeug zu beschleunigen, wurde durch das Heckfenster ein Beil geworfen und Schüsse abgegeben. Am 9. Februar 1972 verurteilte ein iranisches Militärgericht vier Personen unter anderem wegen versuchter Entführung zu lebenslanger Haft sowie 16 weitere zu drei bis zehn Jahren Haft.
1972 wurde Douglas MacArthur in den Ruhestand versetzt. Im Juni 1988 drückte er in einem Brief an George P. Shultz seine Sorge um die Auftragslage der US-Rüstungsindustrie aus.